# I Италийский легион
I Италийский легион (лат. Legio I Italica) — римский легион эпохи империи.
Был сформирован 20 сентября 66 или 67 года. Легион принимал участие в гражданской войне 69 года. После установления мира в государстве был отправлен на дунайскую границу, с пребыванием на которой связана вся дальнейшая его история. Подразделение участвовало в завоевании Дакии, конфликтах на восточной границе. Последние упоминания о нём относятся к середине V века.
Эмблемой I Италийского легиона был кабан, но также использовался и бык.

## История легиона

### Эпоха династии Юлиев-Клавдиев и года четырёх императоров
Согласно одной надписи, император Нерон вручил I Италийскому легиону орла и другие штандарты (что означало включение подразделения в состав римской армии) 20 сентября 66 или 67 года. Это подтверждается римским историком Дионом Кассием, который сообщает, что данный легион был основан Нероном. Подразделение состояло только из солдат, чей рост достигал шести футов (примерно 180 сантиметров), и было сформировано для будущей кампании в Армении и других восточных землях. Нерон называл новый легион «фалангой Александра Великого», что также указывает на желание государя использовать его в восточных походах. Однако спустя несколько недель XII Молниеносный легион был разбит восставшими иудеями и планируемый Каспийский поход так и не состоялся.
Предполагается, что римский флот перевозил новобранцев на восток, когда легион получил другую задачу и был перенаправлен в Галлию, где наместник Лугдунской Галлии Гай Юлий Виндекс взбунтовался в первые недели 68 года. В марте или апреле I Италийский легион прибыл в Галлию. Эти даты ставят нас перед следующей проблемой: где находился легион в период с сентября 66 года до марта 68 года. Для того, чтобы сократить такой временной пробел, некоторые учёные предположили, что он был основан не в 66, а в 67 году. Йона Лендеринг считает такую версию излишней. По его мнению, зимой 66/67 года новобранцы проходили боевую подготовку, после чего были отправлены на восток весной 67 года, вернулись осенью, а к весне 68 года прибыли в Галлию.
Однако, пока легион был на марше, наместник Верхней Германии Луций Вергиний Руф подавил восстание Виндекса. В июне того же года Нерон покончил жизнь самоубийством, а новым императором стал Гальба. По его приказу легион передислоцировался в Лугдун. Но, когда в начале 69 года наместник Нижней Германии Вителлий провозгласил себя императором, подразделение покинуло свою базу и присоединилось к армии нового государя на пути в Италию. Боевое крещение I Италийского легиона состоялось 14 апреля в первой битве при Бедриаке, где он проявил храбрость. Противник Вителлия Отон (свергнувший к тому времени Гальбу) потерпел поражение. 24 октября того же года I Италийский легион снова бился под Кремоной, но теперь уже с войсками Веспасиана, но был разбит. Вскоре Вителлий был низложен и убит, а на престол взошел Веспасиан.

### Эпоха династии Флавиев

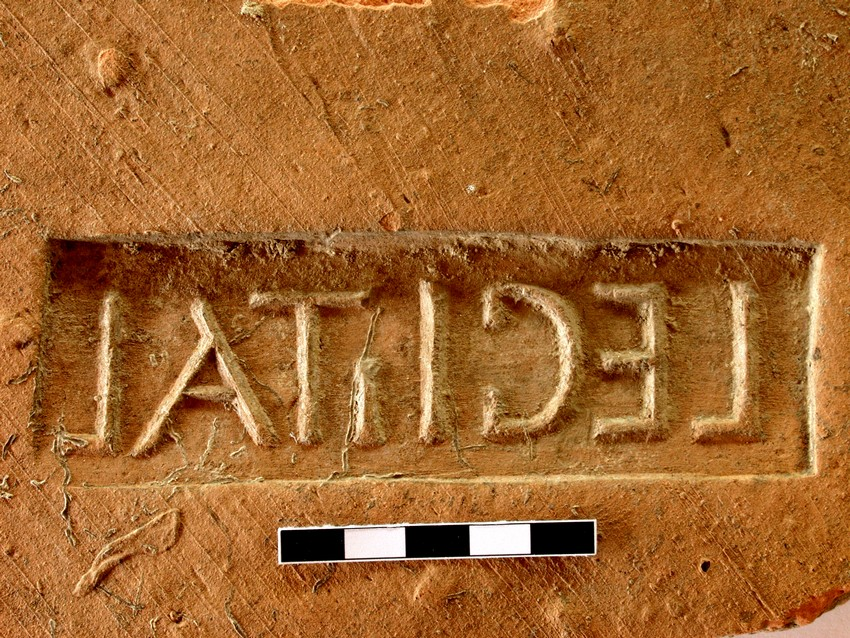
Плитка с печатью I Италийского легиона

Новый император отправил I Италийский легион в Мёзию, где он был размещен в Новах и заменил VIII Августов легион. По другим данным, в рассматриваемый период подразделение дислоцировалась в Дуросторе. Зимой 69/70 года сарматы, жившие к северу Дуная, пользуясь ослаблением Римской империи в результате гражданской войны, вторглись в Мёзию. Наместник Фонтей Агриппа потерпел поражение и был убит в бою, и поэтому можно предполагать, что I Италийский легион был одной из разбитых римских воинских частей. В течение 70 года новый наместник Рубрий Галл смог восстановить порядок.
Легион оставался в Новах в течение многих столетий. Нет никаких указаний на то, что его постоянный лагерь располагался где-либо ещё, хотя отдельные вексилляции встречаются в разных частях империи. Несколько надписей засвидетельствовали присутствие I Италийского легиона в Крыму в Херсонесе Таврическом в I веке. Возможно, солдаты легиона были ответственными за казнь сосланного в Крым епископа Римского Климента I. По всей видимости, подразделение входило в состав римской армии, участвовавшей в походе в Дакию и битве при Тапах в 88 году. После разделения Мёзии на две провинции база легиона в Новах стала относиться к Нижней Мёзии. Отдельные легионеры участвовали в выполнении различных задач наместника и служили на небольших аванпостах в западной части Нижней Мёзии между Альмом и Сексагинтой-Пристой, а также привлекались к строительным работам. Ветераны I Италийского легиона были в числе первых поселенцев новой колонии в Скупи, основанной императором Домицианом.

### Эпоха династии Антонинов

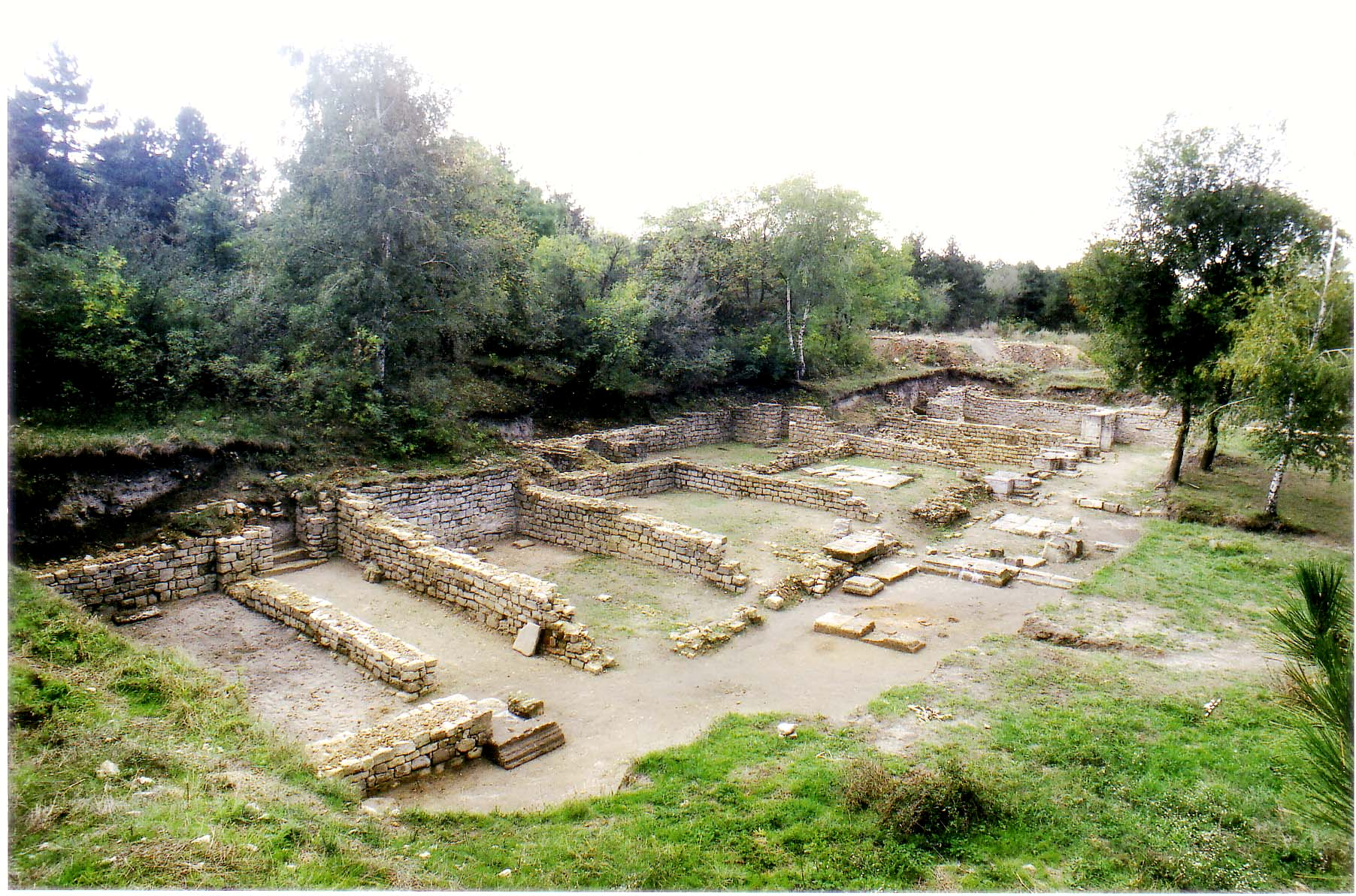
Развалины лагеря I Италийского легиона в Новах

В 98 году старый лагерь легиона в Новах, построенный из дерева и земли, был заменен на мощную каменную постройку. При Траяне колонии ветеранов I Италийского легиона были основаны в Эске и Келеях. В 101—106 годах подразделение приняло участие в покорении Дакии. Во время этой кампании солдаты легиона обеспечивали безопасность переправы через Дунай, а отдельные отряды сражались с врагом. Несколько надписей упоминают легионеров, награждённых за заслуги, проявленные во время Дакийской войны. Между 114 и 116 годом вексилляция I Италийского легиона принимала участие в парфянском походе.
Касательно следующих пятидесяти лет истории легиона в источниках содержится отрывочная и разрозненная информация. Надпись из Дельф, датированная 125 годом, рассказывает, что император Адриан использовал солдат I Италийского легиона для надзора за возведением здания в этом городе. Точно неизвестно, о каком сооружении идёт речь. Писатель II века Павсаний ничего не сообщает о зданиях, возведенных Адрианом в Дельфах. Из другой надписи следует, что вексилляция легиона участвовала в подавлении восстания Бар-Кохбы, но её толкование остаётся неточным. При Антонине Пие, между 139 и 142 годом, подразделение I Италийского легиона занималось строительством вала Антонина между Эдинбургом и Глазго. Возможно, некоторые отряды при Антонине Пие были направлены в Северную Африку для подавление восстания мавров, но чтение надписи, сообщающей об этом, опять-таки не точно.
По всей видимости, I Италийский легион принял участие в Маркоманской войне при Марке Аврелии. Возможно, в его честь были названы сформированные в правление этого императора II и III Италийский легионы. В результате нескольких лет непрерывной борьбы римляне были близки к организации новой провинции за Дунаем. Марк Аврелий поручил это дело Авлу Юлию Помпилию Пизону, возглавившему I Италийский и IV Счастливый Флавиев легион. Однако после смерти императора в 180 году его проект так и не был реализован.
Кроме участия в войнах, I Италийский легион занимался своей основной задачей — защитой границы вдоль Дуная. После 167/168 года отдельные его части находились в нижнемёзийской крепости Капидава. Укрепление охраняло важную переправу через Дунай и ранее было занято вспомогательной I Германской когортой римских граждан. Кирпичи легионного храма найдены на территории расположенной севернее крепости Диногетия, где стояли также подразделения Дунайского флота. Произведенные легионом глиняные кирпичи, относящиеся к этому времени, содержат изображения кораблей, подтверждающие предположение, что легион располагал собственными суднами для патрулирования берега Дуная, а также выполнения иных задач.

### Эпоха династии Северов и солдатских императоров

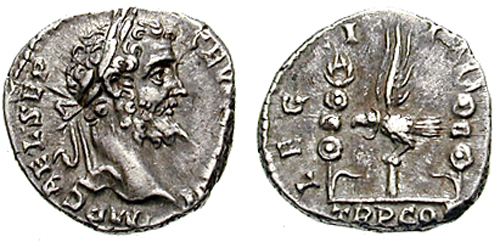
Денарий Септимия Севера с упоминанием I Италийского легиона

Во II и III веках вексилляции I Италийского и XI Клавдиева легионов были размещены в городе Монтаненсий для защиты местных шахт, а также они занимались ловлей медведей и зубров для цирковых игр. В эпоху правления династии Северов солдаты легиона развернули активную строительную деятельность в Новах.
Когда в 193 году паннонский наместник Септимий Север был провозглашен императором, I Италийский легион под руководством своего легата Луция Мария Максима Перпетва Аврелиана присягнул ему на верность. Он принимал участие в походе против соперника Севера в восточных провинциях Песценния Нигера. По всей видимости, подразделение входило в состав армии, осаждавшей Византий. В 197 году легион сражался при Лугдуне против Клодия Альбина, другого противника Севера.

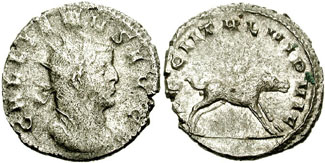
Антониниан Галлиена с упоминанием I Италийского легиона

Возможно, I Италийский легион участвовал в двух кампаниях против парфян в 195 и 197/198 годах. В 205 году он получил почётное прозвище «Антонинов» (лат. Antoniniana). Во время правления сына Септимия Севера Каракаллы, южная граница провинции Дакия была отодвинута на пятьдесят километров к востоку. Римляне построили новую сеть оборонительных сооружений (лат. Limes Transalutanus), которая проходила вблизи Нов. Невозможно, чтобы солдаты I Италийского легиона не были вовлечены в строительство этих укреплений.
При Александре Севере подразделение получает почётное прозвище «Северов» (лат. Severiana), его крупная вексилляция дислоцировалась в это время в далматийском городе Салона. Между 238 и 244 годом I Италийский легион получил почётное прозвище «Гордианов» (лат. Gordiana) в честь императора Гордиана III. Около 250 годы Новы осаждались остготами, причем часть укреплений были разрушены. Когда император Галлиен столкнулся с рядом восстаний по всей империи, I Италийский легион ему свою верность. Галлиен присвоил ему в очередной раз почётное прозвище «Преданный и верный» (лат. Pia Fidelis), о чем упоминается в надписях на монетах.

### Поздняя Античность

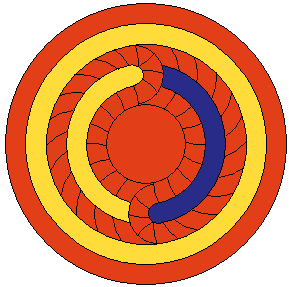
Эмблема палатинского I Италийского легиона

Эмблема комитатского I Италийского легиона

В конце III века I Италийский легион упомянут как «Мёзийский легион» (лат. Legio Moesiaca). В рассматриваемую эпоху основную массу рекрутов набирали в основном во Фракии, ведь фракийцы считались бесстрашными бойцами. В поздней античности при Диоклетиане вексилляция легиона получила статус комитата.
Около 297 года армия, в состав которой входила вексилляция I Италийского легиона, участвовала в подавлении восстания в Египте. Затем она была переброшена в Аравию Петрейскую, где участвовала в возведении 550-километровой дороги, которая соединила крепости Босра, Басианида, Амата и Думата. Около 300 года вексилляция I Италийского и II Геркулесова легиона под руководством Валерия Максимиана оставили надпись в честь императоров-тетрархов в Херсонесе Таврическом.
В правление Константина I Великого часть легиона была переведена в ранг палатинского легиона под названием Primani. Лагерь в Новах был частично разрушен около 316/317 года, а его территория была заселена гражданскими лицами.
Согласно Notitia Dignitatum, около 400 года части I Италийского легиона находились под командованием дукса Мёзии Второй. Префект легиона и префект границы находились со своими подразделениями в Новах, а другой префект границы в 100 километрах ниже по течению Дуная в Секстагинте-Присте. Другая часть легиона, получившая статус псевдокомитата, находилась в ведении военного магистра Востока, в то время как палатинский легион был под руководством магистра придворных войск.
В правление Юстиниана I крепостные стены Нов были отремонтированы, но неизвестно, находился ли там I Италийский легион или нет.